# Maximiliano Zárate
Jorge Nicolás Raguso Sánchez (Córdoba, 4 de febrero de 1993) es un futbolista argentino. Juega como delantero y su equipo actual es el Deportivo Llacuabamba de la Liga 2 de Perú.

## Estadísticas
Actualizado al último partido disputado el 15 de octubre de 2023
| Club                          | Div.          | Temporada     | Liga  | Liga  | Copas nacionales | Copas nacionales | Copas internacionales | Copas internacionales | Total | Total |
| Club                          | Div.          | Temporada     | Part. | Goles | Part.            | Goles            | Part.                 | Goles                 | Part. | Goles |
| ----------------------------- | ------------- | ------------- | ----- | ----- | ---------------- | ---------------- | --------------------- | --------------------- | ----- | ----- |
| Boca Río Gallegos Argentina   | 3.ª           | 2010-11       | 10    | 1     | —                | —                | —                     | —                     | 10    | 1     |
| Boca Río Gallegos Argentina   | Total club    | Total club    | 10    | 1     | 0                | 0                | 0                     | 0                     | 10    | 1     |
| Deportivo Maipú Argentina     | 3.ª           | 2012-13       | 2     | 0     | —                | —                | —                     | —                     | 2     | 0     |
| Deportivo Maipú Argentina     | Total club    | Total club    | 2     | 0     | 0                | 0                | 0                     | 0                     | 2     | 0     |
| Sportivo Belgrano Argentina   | 2.ª           | 2014          | 4     | 0     | 2                | 0                | —                     | —                     | 6     | 0     |
| Sportivo Belgrano Argentina   | Total club    | Total club    | 4     | 0     | 2                | 0                | 0                     | 0                     | 6     | 0     |
| Belgrano Argentina            | 1.ª           | 2015          | 1     | 0     | —                | —                | —                     | —                     | 1     | 0     |
| Belgrano Argentina            | Total club    | Total club    | 1     | 0     | 0                | 0                | 0                     | 0                     | 1     | 0     |
| Flandria Argentina            | 3.ª           | 2016          | 16    | 3     | —                | —                | —                     | —                     | 16    | 3     |
| Flandria Argentina            | Total club    | Total club    | 16    | 3     | 0                | 0                | 0                     | 0                     | 16    | 3     |
| Deportivo Madryn Argentina    | 3.ª           | 2016-17       | 34    | 7     | —                | —                | —                     | —                     | 34    | 7     |
| San Lorenzo Argentina         | 1.ª           | 2017-18       | 14    | 2     | —                | —                | —                     | —                     | 14    | 2     |
| San Lorenzo Argentina         | Total club    | Total club    | 14    | 2     | 0                | 0                | 0                     | 0                     | 14    | 2     |
| Villa Dálmine Argentina       | 2.ª           | 2018-19       | 17    | 1     | 2                | 0                | —                     | —                     | 19    | 1     |
| Villa Dálmine Argentina       | 2.ª           | 2019-20       | 19    | 5     | —                | —                | —                     | —                     | 19    | 5     |
| Villa Dálmine Argentina       | Total club    | Total club    | 70    | 13    | 2                | 0                | 0                     | 0                     | 72    | 13    |
| Deportivo Coopsol · Perú      | 2.ª           | 2021          | 22    | 9     | 1                | 1                | —                     | —                     | 23    | 10    |
| Deportivo Coopsol · Perú      | Total club    | Total club    | 22    | 9     | 1                | 1                | 0                     | 0                     | 23    | 10    |
| Alianza Universidad · Perú    | 2.ª           | 2022          | 21    | 5     | —                | —                | —                     | —                     | 21    | 5     |
| Alianza Universidad · Perú    | Total club    | Total club    | 21    | 5     | 0                | 0                | 0                     | 0                     | 21    | 5     |
| Universidad San Martín · Perú | 2.ª           | 2023          | 15    | 3     | —                | —                | —                     | —                     | 15    | 3     |
| Universidad San Martín · Perú | Total club    | Total club    | 15    | 3     | 0                | 0                | 0                     | 0                     | 15    | 3     |
| Total carrera                 | Total carrera | Total carrera | 175   | 36    | 5                | 1                | 0                     | 0                     | 180   | 37    |